# Naciria
Naciria (în arabă الناصرية) este o comună din provincia Boumerdès, Algeria.
Populația comunei este de 22.431 de locuitori (2008).